# Ko šalje pticu
„Ko šalje pticu“ je televizijski esej posvećen poeziji srpske pesnikinje Nade Šerban, u trajanju od 30 minuta, reditelja Slobodana Ž. Jovanovića, a u proizvodnji Radio-televizije Srbije 1997. godine.

## Autorska ekipa
- Reditelj Slobodan Ž. Jovanović
- Direktor fotografije Vojislav Lukić

## Učestvuje
- Jadranka Nanić Jovanović

## Spoljašnje veze
- Ko šalje pticu на веб-сајту  (језик: енглески)